# Täljö station
Täljö station är en station på Roslagsbanan i samhället Täljö i Österåkers kommun, cirka 23 km från Stockholms östra. Stationen består av en mittplattform mellan dubbelspåren. Plattformen nås endast från en plattformsanslutning i västra änden. Antalet påstigande en genomsnittlig vintervardag (2021) har beräknats till 150.